# Eumaël
Eumaël est un prénom masculin breton (étymologie celtique), qui fait référence à saint Eumaël. Il se fête le 20 janvier. 
Eumaël était un des 16 fils du roi Hoël III et de son épouse Pritelle, mariés en 590. Saint Doetval, saint Ingenoc et saint Eumaël, seraient des princes de Bretagne vivant au VIIe siècle, qui auraient été des compagnons de saint Winoc. Ayant émigré en Flandre, ils ont été oubliés en Bretagne où ils ne font l'objet d'aucun culte.